# Rozedranka Stara (gromada)
Rozedranka Stara (później Stara Rozedranka) – dawna gromada, czyli najmniejsza jednostka podziału terytorialnego Polskiej Rzeczypospolitej Ludowej w latach 1954–1972.
Gromady, z gromadzkimi radami narodowymi (GRN) jako organami władzy najniższego stopnia na wsi, funkcjonowały od reformy reorganizującej administrację wiejską przeprowadzonej jesienią 1954 do momentu ich zniesienia z dniem 1 stycznia 1973, tym samym wypierając organizację gminną w latach 1954–1972.
Gromadę Rozedranka Stara z siedzibą GRN w Rozedrance Starej utworzono – jako jedną z 8759 gromad – w powiecie sokólskim w woj. białostockim, na mocy uchwały nr 22/V WRN w Białymstoku z dnia 4 października 1954. W skład jednostki weszły obszary dotychczasowych gromad Rozedranka Stara, Bachmatówka, Hało, Jałówka, Kantorówka, Lebiedzin, Miejskie Nowiny, Rozedranka Nowa, Smolanka, Stary Szor i Wierzchjedlina ze zniesionej gminy Sokółka w tymże powiecie oraz obszar dotychczasowej gromady Polanki ze zniesionej gminy Czarna Wieś w powiecie białostockim. Dla gromady ustalono 20 członków gromadzkiej rady narodowej.
Gromada przetrwała do końca 1972 roku, czyli do kolejnej reformy gminnej.